# Paranaspia coccinea
Paranaspia coccinea là một loài bọ cánh cứng trong họ Cerambycidae.